# Тимирязев, Климент Аркадьевич

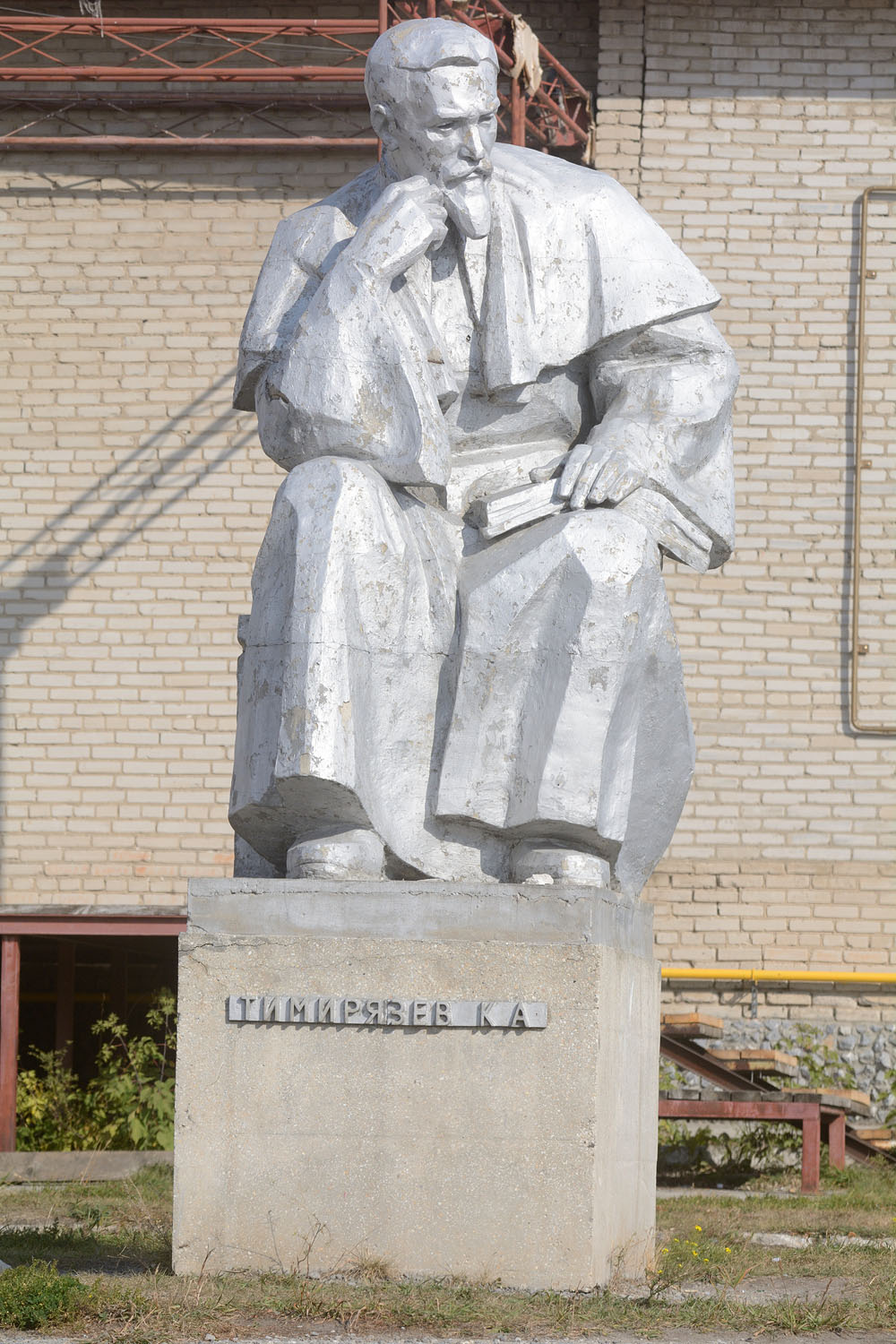
Памятник К.А. Тимирязеву в селе Тальменка Искитимского района Новосибирской области.

Климе́нт Арка́дьевич Тимиря́зев (22 мая (3 июня) 1843, Санкт-Петербург — 28 апреля 1920, Москва) — русский естествоиспытатель, специалист по физиологии растений, крупный исследователь фотосинтеза, один из первых в России пропагандистов идей Дарвина об эволюции, популяризатор и историк науки, заслуженный профессор Московского университета.
Член-корреспондент Петербургской академии наук (1890), иностранный член Лондонского королевского общества (1911).

## Биография

### Семья
Из старинного дворянского рода Тимирязевых, находившегося на службе у московских царей задолго до петровского времени и, по преданию, происходившего от принявшего крещение выходца из Золотой орды. Родился в 1843 году на Галерной улице в семье участника Отечественной войны 1812 года, начальника петербургского таможенного округа Аркадия Семёновича Тимирязева (впоследствии сенатор и тайный советник) и его второй жены Аделаиды Климентьевны, урождённой баронессы Боде.
Бароны Боде, немецкие аристократы, протестанты, владевшие поместьями в Эльзасе, лишились своих земель в результате Великой французской революции. В результате барон Карл Август Людвиг Фридрих фон Боде (1744—1797), который был женат на знатной англичанке Мэри (Марии) Киннерслей (ум. 1812), из рода Киннерслеев, владевших в Англии имением Локсли-Холл, прибыл в Россию, где был ласково принят Екатериной II и пожалован значительными поместьями. Этот барон Боде был известен в России, как Карл Илларионович Боде. Его сын, Людвиг Карл (Лев Карлович) Боде (1787—1859) был обер-гофмейстером российского императорского двора. Другой сын, Клеменс Филипп Иосиф Боде (1777—1846), в России известный как Климентий Карлович, во время Отечественной войны 1812 года на собственные средства сформировал и возглавил казачий полк, с которым отличился в 1813 году в сражениях при Дрездене, Кацбахе и Лейпциге, после чего в чине подполковника вышел в отставку. Его женой была Шарлотта Гарднер, дочь шотландца, фарфорозаводчика (?). В браке родилась дочь, Аделаида Боде, которая назвала в честь отца-барона сына от брака с Тимирязевым, Климента Аркадьевича.
Отец Аркадий Семёнович, в молодости принимавший участие в заграничных походах 1812—1814 гг., был известен своим вольнодумством и честностью. За время блестящей карьеры в таможенной службе он не скопил состояния, в связи с чем с 15 лет Климент сам зарабатывал на жизнь. Первоначальное образование получил дома.
Благодаря матери не только в совершенстве владел немецким и международным языком дворянства — французским — но одинаково хорошо знал язык и культуру русских и англичан. О себе писал так: «Я — русский, хотя к моей русской крови примешана значительная доля английской». Часто посещал Англию, лично встречался с Дарвином, вместе с ним содействовал становлению в Великобритании ранее не изучавшейся там физиологии растений, гордился тем, что благодаря их сотрудничеству последняя работа Дарвина была посвящена хлорофиллу.
Огромное влияние на К. А. Тимирязева оказали его родные братья Василий и Николай, особенно же приобщивший его к занятиям органической химией Дмитрий Тимирязев, статистик и химик, занимавшийся, в числе прочего, хлорофиллом. Другой (единокровный) брат Иван был отцом министра торговли В. И. Тимирязева.
Жена Климента Аркадьевича, Александра Алексеевна Готвальт (1857—1943), была дочерью генерал-майора Алексея Александровича Ловейко (1829-79), служившего в Москве полицмейстером. Когда Александра Алексеевна познакомилась с Тимирязевым, она уже была замужем за Готвальтом, коллегой Тимирязева по Петровской сельскохозяйственной академии. Поскольку Готвальт отказался давать ей развод, Тимирязевы двадцать лет, до смерти Готвальта, прожили в гражданском браке. Их сын, Аркадий Тимирязев, в будущем официозный советский физик, по законам Российской Империи, считался «незаконным сыном» и не имел право носить фамилию отца. Именно поэтому Климент Аркадьевич Тимирязев вынужден был подавать прошение на Высочайшее имя, чтобы ему дозволили усыновить собственного сына. Это прошение было удовлетворено императором в 1888 году. Отец и сын Тимирязевы, увлекавшиеся фотографией, получили на конкурсе в Нижнем Новгороде «серебряный диплом за серию отличных черно-белых диапозитивов, отображающих природу средней полосы, Финского залива, Италии».

### Образование
В 1860 году К. А. Тимирязев поступил в Санкт-Петербургский университет на преобразованный в том же году в разряд административных наук и впоследствии ликвидированный по Уставу 1863 года камеральный разряд юридического факультета, потом перешёл на естественный разряд физико-математического факультета, был удостоен золотой медали за сочинение «О печёночных мхах» (не напечатано), курс окончил со степенью кандидата в 1865 году. В 1861 году за участие в студенческих волнениях и отказ от сотрудничества с полицией он был исключён из университета. Ему было позволено продолжать обучение в университете только вольнослушателем через год.

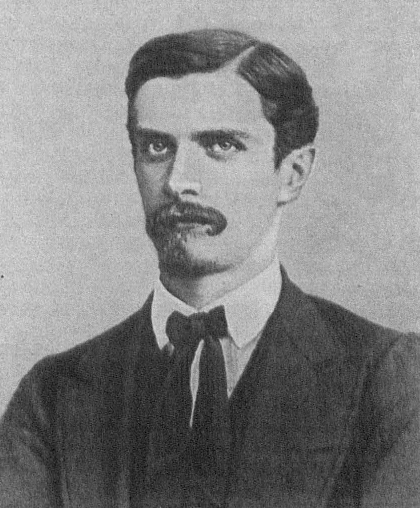
К. А. Тимирязев, 1868 год

В 1867 году заведовал по поручению Д. И. Менделеева опытной агрохимической станцией в Симбирской губернии, в это время задолго до В. И. Ленина и Г. В. Плеханова ознакомился с «Капиталом» Маркса в оригинале. Считал, что, в отличие от марксистов, он был единомышленником самого Карла Маркса. В 1868 году появился в печати его первый научный труд «Прибор для исследования разложения углекислоты», и в том же году Тимирязев был отправлен за границу для подготовления к профессуре. Он работал у В. Гофмейстера, Р. Бунзена, Г. Кирхгофа, М. Бертло и слушал лекции Г. Гельмгольца, Ж. Буссенго, К. Бернара и др.

### Профессор Петровской академии
Вернувшись в Россию, Тимирязев защитил магистерскую диссертацию («Спектральный анализ хлорофилла», 1871) и был назначен профессором Петровской сельскохозяйственной и лесной академии в подмосковной усадьбе Петровское-Разумовское. Здесь он читал лекции по всем отделам ботаники, пока не был оставлен за штатом ввиду закрытия академии (в 1892 году). В 1875 году Тимирязев получил степень доктора ботаники за сочинение «Об усвоении света растением». Один из учеников академии, В. Г. Короленко, вывел Тимирязева в своей повести «С двух сторон» под именем профессора Изборского:

У Тимирязева были особенные симпатические нити, соединявшие его со студентами, хотя очень часто разговоры его вне лекции переходили в споры по предметам вне специальности. Мы чувствовали, что вопросы, занимавшие нас, интересуют и его. Кроме того, в его нервной речи слышалась истинная, горячая вера. Она относилась к науке и культуре, которую он отстаивал от охватившей нас волны «опростительства», и в этой вере было много возвышенной искренности. Молодёжь это ценила.— В. Г. Короленко

### В Московском университете

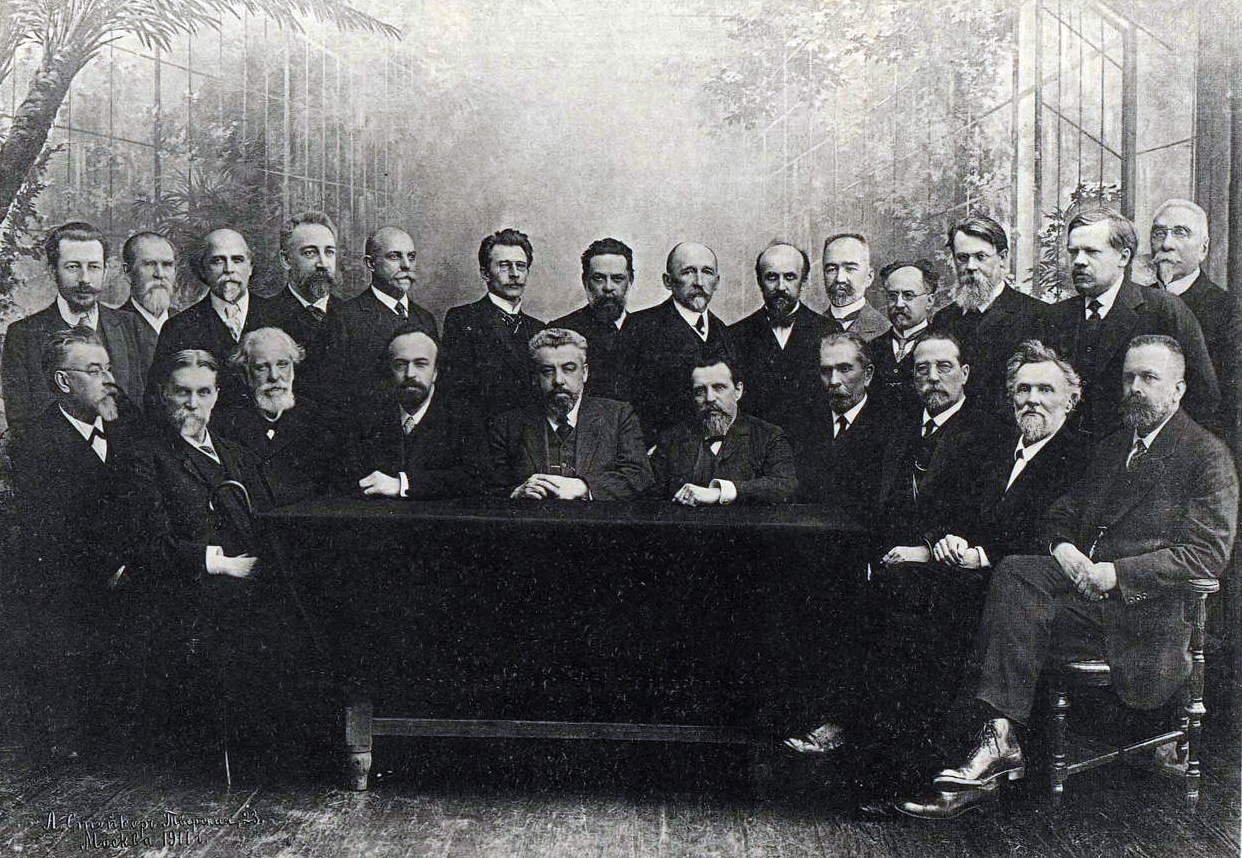
Профессора Московского университета (1911). Сидят: В. П. Сербский, К. А. Тимирязев, Н. А. Умов, П. А. Минаков, М. А. Мензбир, А. Б. Фохт, В. Д. Шервинский, В. К. Цераский, Е. Н. Трубецкой. Стоят: И. П. Алексинский, В. К. Рот, Н. Д. Зелинский, П. Н. Лебедев, А. А. Эйхенвальд, Г. Ф. Шершеневич, В. М. Хвостов, А. С. Алексеев, Ф. А. Рейн, Д. М. Петрушевский, Б. К. Млодзеевский, В. И. Вернадский, С. А. Чаплыгин, Н. В. Давыдов

В 1877 году Тимирязев был приглашён в Московский университет на кафедру анатомии и физиологии растений. В 1884—1911, 1917—1920 ординарный профессор кафедры ботаники физико-математического факультета. Заслуженный профессор Московского университета (1902).
Сооснователь и преподаватель женских «коллективных курсов» (курсов профессора В. И. Герье, Московских высших женских курсов, положивших начало высшему женскому образованию России и стоявших у истоков Дарвиновского музея, Российского национального исследовательского медицинского университета имени Н. И. Пирогова, Московского государственного университета тонких химических технологий имени М. В. Ломоносова, Московского государственного педагогического университета).
Кроме того, Тимирязев был председателем ботанического отделения Общества любителей естествознания, этнографии и антропологии при Московском университете.

### Уход из Московского университета. Общественная позиция
После кровоизлияния в мозг в 1909 году у Тимирязева остались парализованными левая рука и нога.
Хотя тяжёло больной учёный не имел иных источников дохода, в 1911 году в связи с Делом Кассо он покинул университет вместе с около 130 преподавателями, протестуя против притеснений студенчества и реакционной политики министра просвещения Л. А. Кассо. По случаю 70-летнего юбилея Тимирязева 22 мая 1913 года И. П. Павлов так охарактеризовал своего коллегу:
Климент Аркадьевич сам, как и горячо любимые им растения, всю жизнь стремился к свету, запасая в себе сокровища ума и высшей правды, и сам был источником света для многих поколений, стремившихся к свету и знанию и искавших тепла и правды в суровых условиях жизни.
Как и Дарвин, Тимирязев искренне стремился к сближению науки и, как ему тогда представлялось, основанной на разуме и освобождении либеральной политики России (особенно племянника) и Великобритании, поскольку считал и консерваторов, и Бисмарка и следовавших его курсу германских милитаристов врагами интересов и простого народа Англии, и славян, за которых сражались его братья, приветствовал русско-турецкую войну за освобождение славян и вначале Антанту и выступление России в защиту Сербии.
Уже в 1914 году разочаровавшись в мировой войне, Тимирязев через год принял приглашение Горького возглавить отдел науки в антивоенном журнале «Летопись». Горький во многом именно благодаря Тимирязеву привлёк к прямому или косвенному участию в журнале и его коллег-физиологов нобелевских лауреатов Илью Мечникова, Ивана Павлова, и деятелей культуры — Александра Блока (внука «дорогого и любимого учителя» К. А. Тимирязева Андрея Бекетова), Ивана Бунина, Валерия Брюсова, Владимира Маяковского, Сергея Есенина, Ларису Рейснер, Исаака Бабеля, Яниса Райниса, Джека Лондона, Герберта Уэллса, Анатоля Франса, и социалистов разных партий и направлений.
Ленин тем не менее рассматривая «Летопись» как блок «махистов» (позитивиста Тимирязева) с Организационным комитетом Августовского блока 1912 года, в письме к А. Г. Шляпникову мечтал добиться союза с Тимирязевым против Августовского блока, но, сам не веря в это, просил хотя бы поместить в этот популярный журнал свои статьи. Всё же формально сотрудницей Тимирязева стала только Надежда Крупская.

### В новой России
ЦК партии эсеров с сентября 1917 выдвигал кандидатуру К. А. Тимирязева на пост министра просвещения однородного социалистического правительства. Но наблюдая раскулачивание «немцев» (успешно конкурировавших с помещиками крестьян-товаропроизводителей, особенно фронтовиков), закономерные продовольственный кризис и продразвёрстку, отказ Временного правительства передать крестьянам всю помещичью землю, а земле и растениям вернуть крестьян из окопов, К. А. Тимирязев с энтузиазмом поддержал Апрельские тезисы Ленина и Октябрьскую революцию, которая вернула его в Московский университет.
В 1920 году один из первых экземпляров своей книги «Наука и демократия» отправил Владимиру Ленину. В посвятительной надписи учёный отметил «счастье быть его [Ленина] современником и свидетелем его славной деятельности». «Только наука и демократия, — свидетельствует Тимирязев, рассматривавший Советскую власть, подобно многим люксембургианцам, сменовеховцам и английским либералам, как форму перехода к либеральной демократии — по самому существу своему враждебны войне, ибо как наука, так и труд одинаково нуждаются в спокойной обстановке. Наука, опирающаяся на демократию, и сильная наукой демократия — вот то, что принесёт с собой мир народам». Участвовал в работе Народного комиссариата просвещения, а после отмены ВЦИК своих решений об исключении представителей социалистических партий и анархистов из Советов согласился стать депутатом Моссовета, очень серьёзно относился к этой деятельности, из-за которой после заседания сельскохозяйственной секции Моссовета 20 апреля 1920 года простудился и умер.

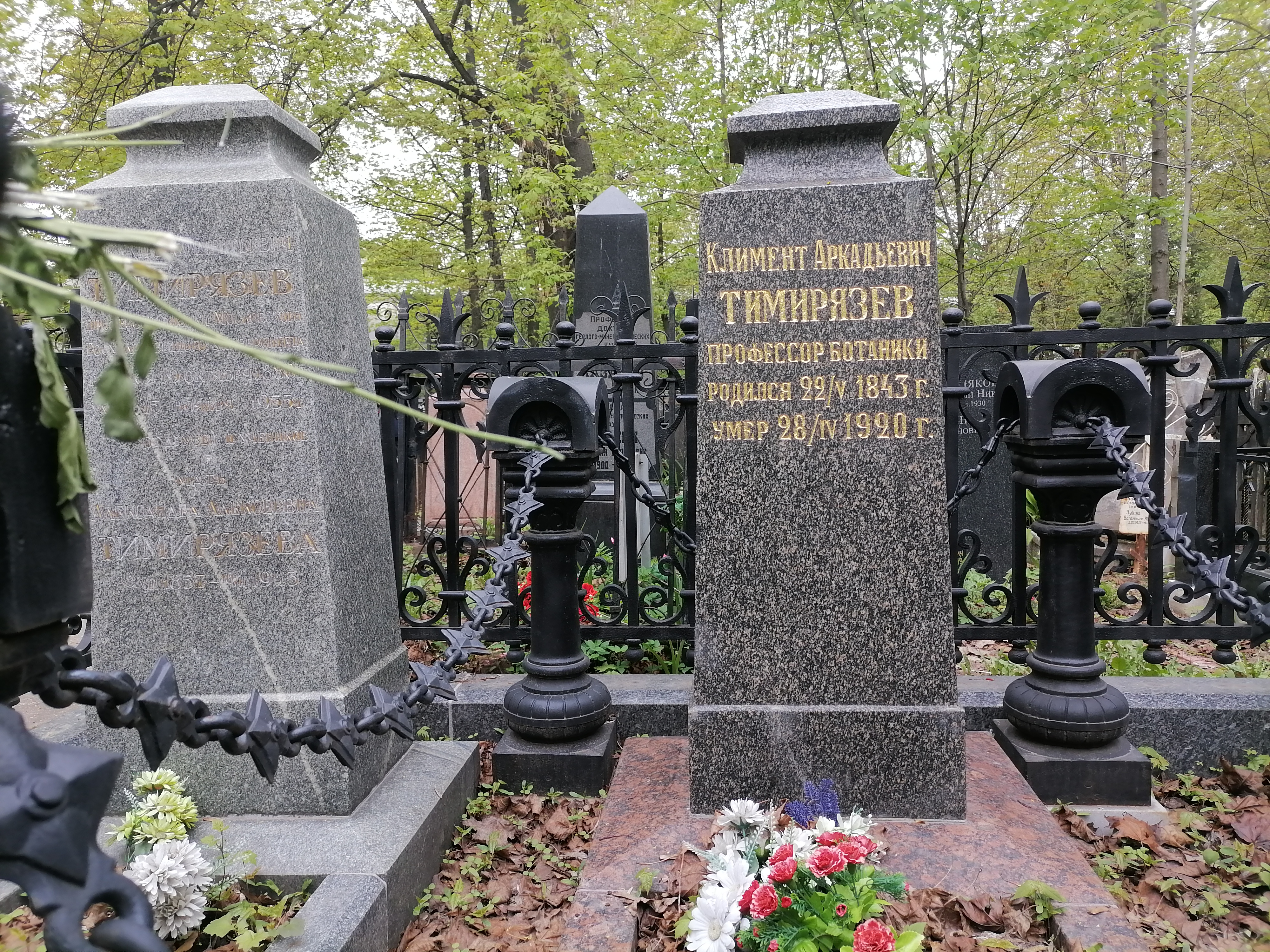
Семейное захоронение Тимирязевых на Ваганьковском кладбище

Похоронен рядом с семьёй и родственниками жены на 13-м участке Ваганьковского кладбища.

## Научная работа
Научные труды Тимирязева, отличающиеся единством плана, строгой последовательностью, точностью методов и изяществом экспериментальной техники, посвящены засухоустойчивости растений, вопросам питания растений, в особенности, разложению атмосферной углекислоты зелёными растениями под влиянием солнечной энергии, и немало способствовали уяснению этой важнейшей и интереснейшей главы растительной физиологии. Изучение состава и оптических свойств зелёного пигмента растений (хлорофилла), его возникновения, физических и химических условий разложения углекислоты, определение составных частей солнечного луча, принимающих участие в этом явлении, выяснение судьбы этих лучей в растении и, наконец, изучение количественного отношения между поглощённой энергией и произведённой работой — таковы задачи, намеченные ещё в первых работах Тимирязева и в значительной степени разрешённые в его последующих трудах. Спектры поглощения хлорофилла были изучены К. А. Тимирязевым, он же, развивая положения Майера о роли хлорофилла в преобразовании энергии лучей солнца в энергию химических связей органических веществ, показал, как именно это происходит: красная часть спектра создаёт вместо слабых связей С-О и О-Н высокоэнергетические С-С (до этого считалось что в фотосинтезе используются самые яркие в спектре солнечного света жёлтые лучи, на самом, деле, как показал Тимирязев, почти не поглощаемые пигментами листа). Сделано это было благодаря созданному К. А. Тимирязевым методу учёта фотосинтеза по поглощённому CO2, в ходе экспериментов по освещению растения светом разных длин волн (разного цвета) оказалось что интенсивность фотосинтеза совпадает со спектром поглощения хлорофилла. Кроме того, он обнаружил разную эффективность поглощения хлорофиллом всех лучей спектра с последовательным снижением по мере уменьшения длины волны. Тимирязев предположил, что светоулавливающая функция хлорофилла эволюционно возникла сначала у морских водорослей, что косвенно подтверждается наибольшим разнообразием поглощающих солнечную энергию пигментов именно у этой группы живых существ, его учитель академик Фаминцын развил эту идею гипотезой о происхождении всех растений от симбиоза таких водорослей, преобразовавшихся в хлоропласты, с другими организмами. Итог своим многолетним исследованиям фотосинтеза Тимирязев подвёл в крунианской лекции «Космическая роль растения», прочитанной в Лондонском королевском обществе в 1903 году. Тимирязев устанавливает чрезвычайно важное положение, что ассимиляция лишь при относительно малых напряжениях света возрастает пропорционально количеству света, но затем отстаёт от него и достигает максимума «при напряжении, приблизительно равном половине напряжения солнечного луча, падающего на лист в нормальном направлении». Дальнейшее возрастание напряжения уже не сопровождается усилением ассимиляции света. В яркий солнечный день растение получает избыток света, вызывающий вредный перерасход воды и даже перегрев листа. Поэтому положение листьев у многих растений — ребром к свету, особенно резко выраженное у так называемых «растений-компасов». Путь к засухоустойчивому земледелию — селекция и выращивание растений с мощной корневой системой и пониженной транспирацией. В своей последней статье К. А. Тимирязев писал:
доказать солнечный источник жизни — такова была задача, которую я поставил с первых же шагов научной деятельности и упорно и всесторонне осуществлял её в течение полувека.
По мнению академика В. Л. Комарова, научный подвиг Тимирязева состоит в синтезе историко-биологического метода Дарвина с экспериментальными и теоретическими открытиями физики XIX века, и, в особенности, с законом сохранения энергии.
К этому следует прибавить, что Тимирязев первый ввёл в России опыты с культурой растений в искусственных почвах. Первая теплица для этой цели была устроена им в Петровской академии ещё в начале 1870-х годов, то есть вскоре после появления этого рода приспособлений в Германии. Позже такая же теплица была устроена Тимирязевым на Всероссийской выставке в Нижнем Новгороде. Теплицы, особенно с искусственным освещением, представлялись ему крайне важными не только для ускорения селекционной работы, но и как один из магистральных путей интенсификации сельского хозяйства. Исследование Тимирязевым спектра поглощения хлорофилла и ассимиляции света растением и сегодня является базой для разработки источников искусственного освещения теплиц.
В одной из глав своей книги «Земледелие и физиология растений» Тимирязев описал строение и жизнь льна и показал, как применить эти знания в агрономии. Таким образом, эта работа К. А. Тимирязева была первым изложением частной экологии растений. Помимо изучения магниевого пигмента хлорофилла — структурного аналога железосодержащего гема, — Тимирязев впервые в мире установил эссенциальность (необходимость для жизни) цинка, возможность снижения потребности растений в железе при их подкормке цинком, что объяснило интересовавшую его и Дарвина загадку перехода цветковых растений к охоте на животных (плотоядности) на почвах, бедных железом.
Тимирязев детально исследовал не только проблемы физиологии растений, ассимиляции растением света, воды, питательных веществ почвы, удобрений, проблемы общей биологии, ботаники, экологии. Он считал необходимым развеять домыслы о сухом педантизме чудаков-профессоров и особенно ботаников, прекрасно разбирался не только в фотографии, «необходимой всем, у кого нет кисти Шишкина», но и в живописи, перевёл книгу о знаменитом живописце Тёрнере, но всё же как учёный-естествоиспытатель не удержался и написал к ней имеющую большую ценность вступительную статью «Ландшафт и естествознание».

## Полемика с «мендельянцами»
Тимирязев признавал «громадное значение» результатов самого Г. Менделя и «менделизма», активно использовал «менделизм», сожалея о том, что Мендель публиковал свои работы «в неизвестном журнале» и не обратился вовремя к Чарльзу Дарвину — тогда наверняка бы они с Дарвином его поддержали при жизни, «как и сотни других». Тимирязев подчёркивал, что, хотя и поздно (не ранее 1881 года) ознакомился с трудами Менделя, но сделал это значительно раньше и менделистов, и мендельянцев, и категорически отрицал противоположное менделизму «мендельянство» — перенос законов наследования некоторых простых признаков гороха на наследование тех признаков, которые согласно трудам и Менделя, и менделистов этим законам не подчиняются и подчиняться не могут. Он подчёркивал, что Мендель как «серьёзный исследователь» «никогда не смог бы стать мендельянцем». В статье «Мендель» для словаря «Гранат» Тимирязев писал о клерикальной и националистической деятельности современных ему антидарвинистов — сторонников этого мендельянства, искажающего учение менделизма и законы Г. Менделя:

Рецепт исследования был крайне прост: сделай перекрёстное опыление (что умеет всякий садовник), потом подсчитай во втором поколении, сколько уродилось в одного родителя, сколько в другого, и если, примерно, как 3:1, работа готова; а затем прославляй гениальность Менделя и, непременно попутно задев Дарвина, берись за другую. В Германии антидарвинистическое движение развилось не на одной клерикальной почве. Ещё более прочную опору доставила вспышка узкого национализма, ненависти ко всему английскому и превознесение немецкого. Это различие в точках отправления выразилось даже и в отношении к самой личности Менделя. Между тем как клерикал Бэтсон особенно заботится о том, чтобы очистить Менделя от всяких подозрений в еврейском происхождении (отношение, ещё недавно немыслимое в образованном англичанине), для немецкого биографа он был особенно дорог, как «Ein Deutscher von echtem Schrot und Korn» («Настоящий, подлинный немец». Ред.). Будущий историк науки, вероятно, с сожалением увидит это вторжение клерикального и националистического элемента в самую светлую область человеческой деятельности, имеющую своей целью только раскрытие истины и её защиту от всяких недостойных наносов.
— Тимирязев К. А. «Мендель» // Сочинения, т. VI, Сельхозгиз, 1939. «Гранат», том 28, стр. 443—455
В 1930—1950-е гг. эти вырванные из контекста цитаты из трудов Тимирязева воспроизводил в своих выступлениях Трофим Лысенко. В частности, в докладе 3 июня 1943 г. «К. А. Тимирязев и задачи нашей агробиологии» на торжественном заседании Академии наук СССР, посвящённом 100-летию со дня рождения К. А. Тимирязева в московском Доме учёных, Лысенко цитировал эти утверждения Тимирязева, называя менделистскую генетику «ложной наукой».
В 1950 г. в статье «Биология» БСЭ писала: «Вейсман совершенно безосновательно назвал своё направление „неодарвинизмом“, против чего решительно выступил К. А. Тимирязев, показавший, что учение Вейсмана всецело обращено против дарвинизма». Вейсман, называя себя дарвинистом, но отрицая вместе с теорией геммул то, что соматические клетки, их ядра и цитоплазма содержат полный набор наследственной информации всего организма, представлял таким образом дарвинистов сторонниками самозарождения жизни и противниками клеточной теории, а отрубанием хвостов десятков тысяч крыс для обоснования ошибочности теории Ламарка отсутствием куцых крыс в потомстве компрометировал экспериментальную биологию и выставлял на посмешище не только себя, но и всех дарвинистов и чудаков-профессоров в целом, что очень огорчало Тимирязева.
Один из создателей теории эволюции Уоллес точно так же характеризовал бессмысленность опытов Вейсмана: «Что касается уродств, то обыкновенно принимается, что они не передаются наследственно, и этому существует множество подтверждений. Во время моды на лошадей с энглизированными хвостами, всё-таки не рождалось лошадей с короткими хвостами; китаянки не родятся с изуродованными ногами; не передаются наследственно и многочисленные формы уродований разных человеческих племён, хотя некоторые из них практикуются на сотнях поколений» (Уоллес А. Р., 1898, с. 672).
К. А. Тимирязев не отрицал рациональность некоторых идей Ж.-Б. Ламарка: в частности, он подчёркивал, что Дарвин, полностью отрицая главный принцип Ламарка об участии психических и волевых актов в приспособлении к среде, всегда признавал зависимость форм жизни от среды. Тимирязев присоединился к положению английского философа и социолога Г. Спенсера (1820—1903), который утверждал: «или существует наследственность приобретённых признаков, или не существует эволюции». Наследственность приобретённых признаков действительно наиболее ярко проявляется при размножении растений черенками, о чём Вейсман как зоолог не подумал, в ряде случаев при бесполом размножении животных, иногда в результате неотении при половом размножении, даже в норме у млекопитающих наследуются многие особенности химического состава организма матери, её системы иммунитета. Различие между Тимирязевым и Дарвиным, с одной стороны, и креационистами и ламаркистами, включая «советский творческий дарвинизм», с другой, заключается в дарвинистской теории эволюции путём естественного отбора, признающей статистическую возможность наследования некоторых приобретённых признаков и новой наследственной информации, причём, хотя подлинными дарвинистами и категорически отрицается предложенная Вейсманом концепция борьбы за существование между генами в одном организме, механизмы передачи наследственной информации тоже могут эволюционировать.
Поэтому о высказывании селекционера Вильморена, с трудами которого, как и трудами Л. Бербанка селекционеры России ознакомились благодаря переводам Тимирязева, Тимирязев писал: «говорят о наследственности приобретённых свойств, но сама наследственность — не является ли она приобретённым свойством?». В полемическом запале Тимирязев даже рассорился с Академией наук, обрушившись с резкой критикой за уступки антидарвинистам на одного из своих учителей — академика Фаминцына, который, возражая против чтения сочинений антидарвинистов (включая ламаркистов и нео и постнео — «дарвинистов») широкой общественностью, считал, что их всё же можно издавать небольшими тиражами для специалистов, так как специалисты смогут отделить рациональное зерно этих сочинений от заблуждений антидарвинистов, а ответы на возражения антидарвинистов помогут продвигать науку вперёд. К. А. Тимирязев так никогда и не простил Достоевскому, даже после его смерти, то, что Сонечка Мармеладова читала труды дарвиниста Лайеля, а Раскольников обосновывал убийство старухи-процентщицы борьбой за существование.
Сам термин «борьба за существование» Тимирязев называл «несчастной метафорой» и указывал на наличие в природе не только борьбы, но и взаимопомощи, особенно ярко проявляющейся в так называемом симбиозе, то есть сожительстве организмов разных видов — блестящие открытия в исследовании симбиоза осуществил как раз один из его учителей академик Фаминцын. Именно поэтому «борьба за существование» между генами согласно концепции Августа Вейсманна особенно удручала Тимирязева, поскольку, как справедливо указывали антидарвинисты, изложение дарвинизма Вейсманом выставляет дарвинистов противниками клеточной теории и сторонниками витализма и социал-дарвинизма. В то же время Тимирязев никогда не был сторонником партийности и групповщины в науке, в частности, с уважением относился к оппонентам, и замечал их заслуги, даже виталистов и неодарвинистов, там, где они не претендовали на своё изложение дарвинизма. Так, он всегда подчёркивал, что И. П. Бородин — «очень серьёзный ботаник».
В процессе формирования научного мировоззрения Тимирязев отводил биологии центральное место. Биология, подчёркивал он, стоит на стыке неорганического мира и мира человеческого, и поэтому её развитие «послужило для более полного философского объединения всего обширного реального содержания человеческих знаний, доказав универсальность того научного приёма раскрытия истины, который, отправляясь от наблюдения и опыта и проверяя себя наблюдением и опытом, оказался способным к разрешению самых сложных проблем, перед которыми беспомощно остановились поэтическая интуиция теолога и самая тонкая диалектика метафизика».

## Популяризация естествознания

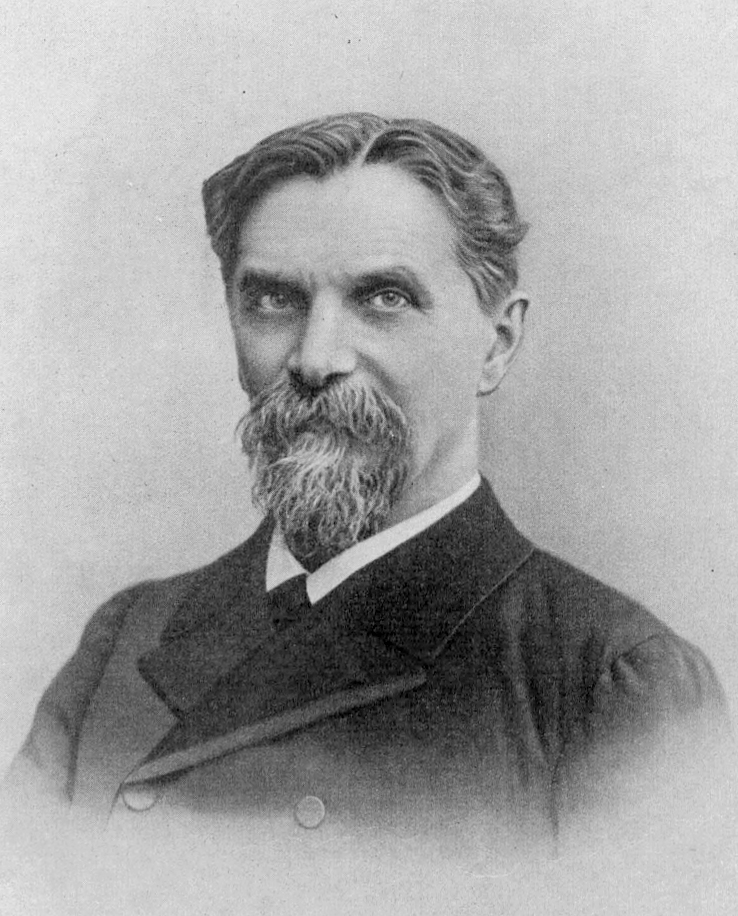
К. А. Тимирязев

Среди образованного русского общества Тимирязев пользовался широкой известностью как популяризатор естествознания. Его популярно-научные лекции и статьи, вошедшие в сборники «Публичные лекции и речи» (М., 1888), «Некоторые основные задачи современного естествознания» (М., 1895) «Земледелие и физиология растений» (М., 1893), «Чарлз Дарвин и его учение» (4 изд., М., 1898), по характеристике ЭСБЕ, являются «счастливым соединением строгой научности, ясности изложения, блестящего стиля». Выполненный К. А. Тимирязевым перевод на русский язык труда Ч. Дарвина «Происхождение видов путем естественного отбора» отличается высоким качеством, точностью и безукоризненным языком. Книга «Жизнь растения» (9-е прижизненное изд., 1919; переведена на все основные языки Европы) представляет собой образец общедоступного курса физиологии растений. В своих популярно-научных произведениях Тимирязев является горячим защитником и популяризатором дарвинизма и стойким и последовательным сторонником рационалистического (как тогда говорили, «механистического», «картезианского») воззрения на природу физиологических явлений. Он противопоставлял разум оккультизму, мистицизму, спиритизму, инстинкту. На его рабочем столе всегда лежали шесть томов Конта, он называл себя сторонником положительной философии — позитивизма, и дарвинизм, и политическую экономию Маркса он считал исправлением ошибок и развитием биологии Конта и политэкономии Сен-Симона и Конта соответственно, руководствовался девизом Ньютона — «Физика, остерегайся метафизики».

## Тимирязев-биограф
Как историк науки Тимирязев опубликовал биографии многих видных учёных. На протяжении более 50 лет он создал целую галерею биографий многих борцов за народное дело — от биографии социалиста Джузеппе Гарибальди в 1862 до очерка о «Друге народа» Марате в 1919.

## Адреса
В Санкт-Петербурге:
- 22 мая 1843 года — 1854 год — Галерная улица, 16;
- 1854 год — дом А. Ф. Юнкера — Большой проспект Васильевского острова, 8;
- 1867 год — октябрь 1868 года — Сергиевская улица, 5;
- осень 1870 года — Каменноостровский проспект, 8.

В Москве:
- 1880-е — Малая Молчановка, 9[22]
- 1899—1920 — Романов переулок, 4,стр 2, кв. 29 (ныне мемориальный музей-квартира[23])

## Должности и почести
- Профессор Московского университета.
- Профессор Петровской земледельческой и лесной академии (ныне Российский государственный аграрный университет — МСХА имени К.А. Тимирязева)
- Член-корреспондент Петербургской академии наук (1890).
- Иностранный член Лондонского королевского общества (1911).
- Почётный доктор Кембриджа, университетов Женевы и Глазго.
- Член-корреспондент Эдинбургского и Манчестерского ботанических обществ.
- Член российских учёных обществ: Вольного экономического, Московского физического, Русского физико-химического, Санкт-Петербургского общества естествоиспытателей, Московского общества испытателей природы, Русского фотографического общества.
- Председатель ботанического отделения Общества любителей естествознания, антропологии и этнографии при Московском университете.
- Организатор съездов русских естествоиспытателей и врачей, председатель IX съезда.
- Член Социалистической академии.
- Председатель ассоциации натуралистов и рабочих-самоучек.
- Депутат Моссовета (1920).

## Память

М. М. Страховская. Бюст К. А. Тимирязева на территории МСХА

Поскольку Тимирязев был учёным с мировым именем, который приветствовал движение большевиков, советская власть всячески пропагандировала его наследие.
- К. А. Тимирязеву посвящён фильм «Депутат Балтики» с Н.Черкасовым в главной роли.
- Музей-квартира Тимирязева, расположенная по адресу Москва, Романов переулок 4 стр. 2 (В ста метрах от Кремля, во дворах около улицы Воздвиженка, выходит окнами на Церковь Знамения на Шереметевом дворе).
- Памятник Тимирязеву (Москва) на улице Большая Никитская.
- Бюсты на Аллее учёных МГУ и в Музее землеведения МГУ (на 25 этаже Главного здания)[25].
- Бюст в парке Тимирязевской академии (Москва).

- Бюст в аг. Быстрица Копыльского района Минской области Беларуси.

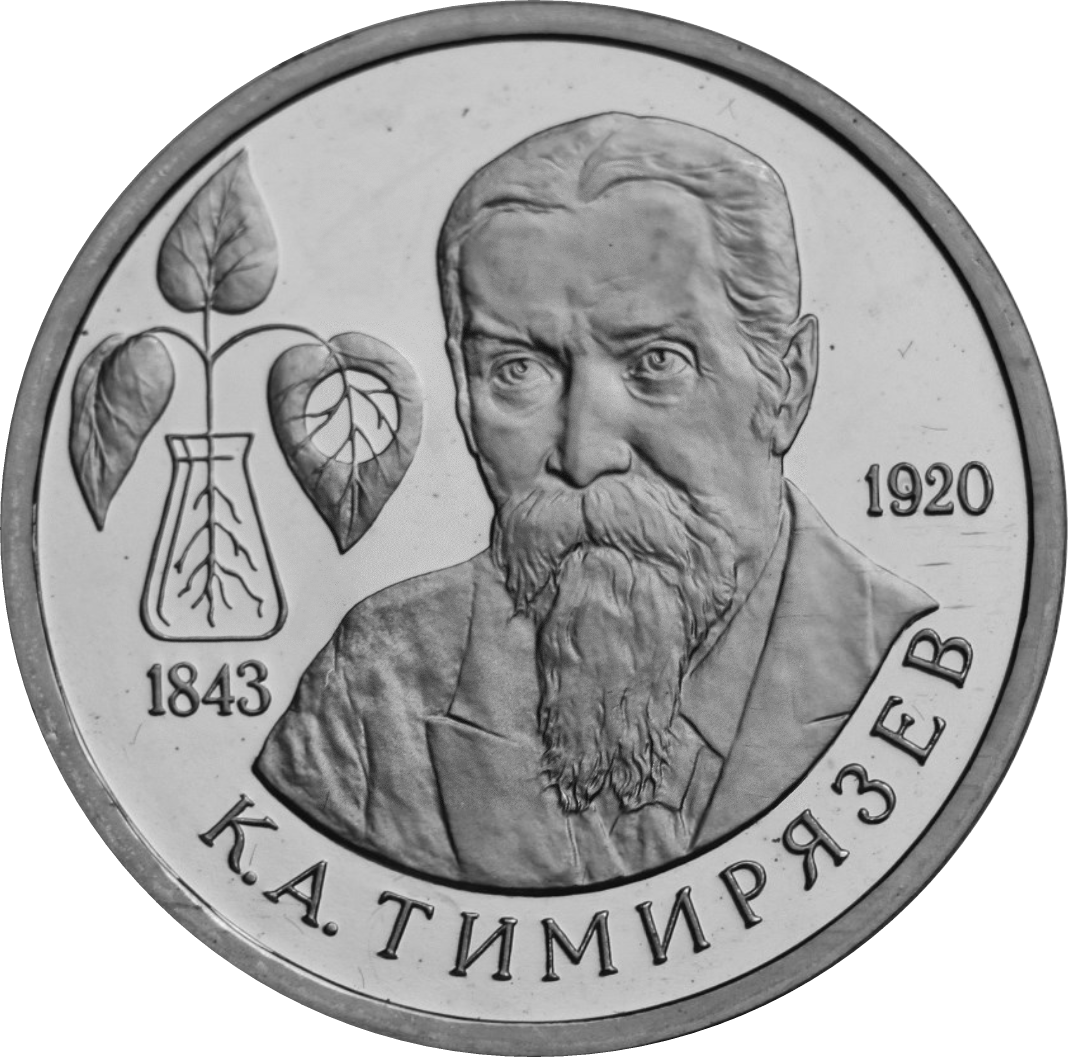
Монета ЦБ РФ. 150-летие со дня рождения К. А. Тимирязева

- Памятник в селе Тальменка под Новосибирском, бюст в Новой Москве и ряд других.

В честь Тимирязева были названы:
- Один из районов Москвы.
- Населённые пункты: посёлок Тимирязев Липецкой области и Тимирязевский Ульяновской области, многие сёла России и Украины, посёлок в Азербайджане, поселок Тимирязева в Майкопском районе Республики Адыгея, поселок им. Тимирязева в Костанайской области Республики Казахстан[26].
- Улица в городе , Алматы Казахстан.
- Лунный кратер.
- Астероид 6082 Timiryazev.
- Теплоход «Академик Тимирязев».
- Московская сельскохозяйственная академия и другие учебные заведения.
- Институт физиологии растений им. К. А. Тимирязева РАН.
- Государственный биологический музей им. К. А. Тимирязева.
- Премия РАН имени К. А. Тимирязева за лучшие работы по физиологии растений, Тимирязевские чтения РАН.
- Библиотека им. К. А. Тимирязева в Санкт-Петербурге.
- Винницкая областная универсальная научная библиотека им. К.А. Тимирязева.
- Центральная станция юных натуралистов (Москва).
- Станция московского метро «Тимирязевская» (на Серпуховско-Тимирязевской линии).
- Улицы Тимирязева, Тимирязевская во многих населённых пунктах.

Тимирязев на почтовых марках
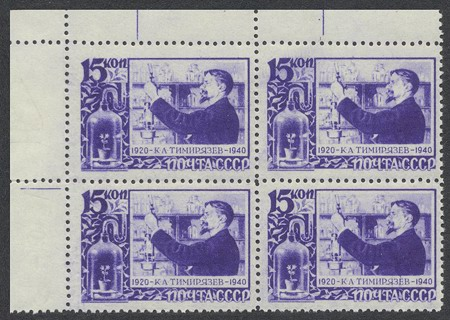
Почтовая марка СССР, 1940 год
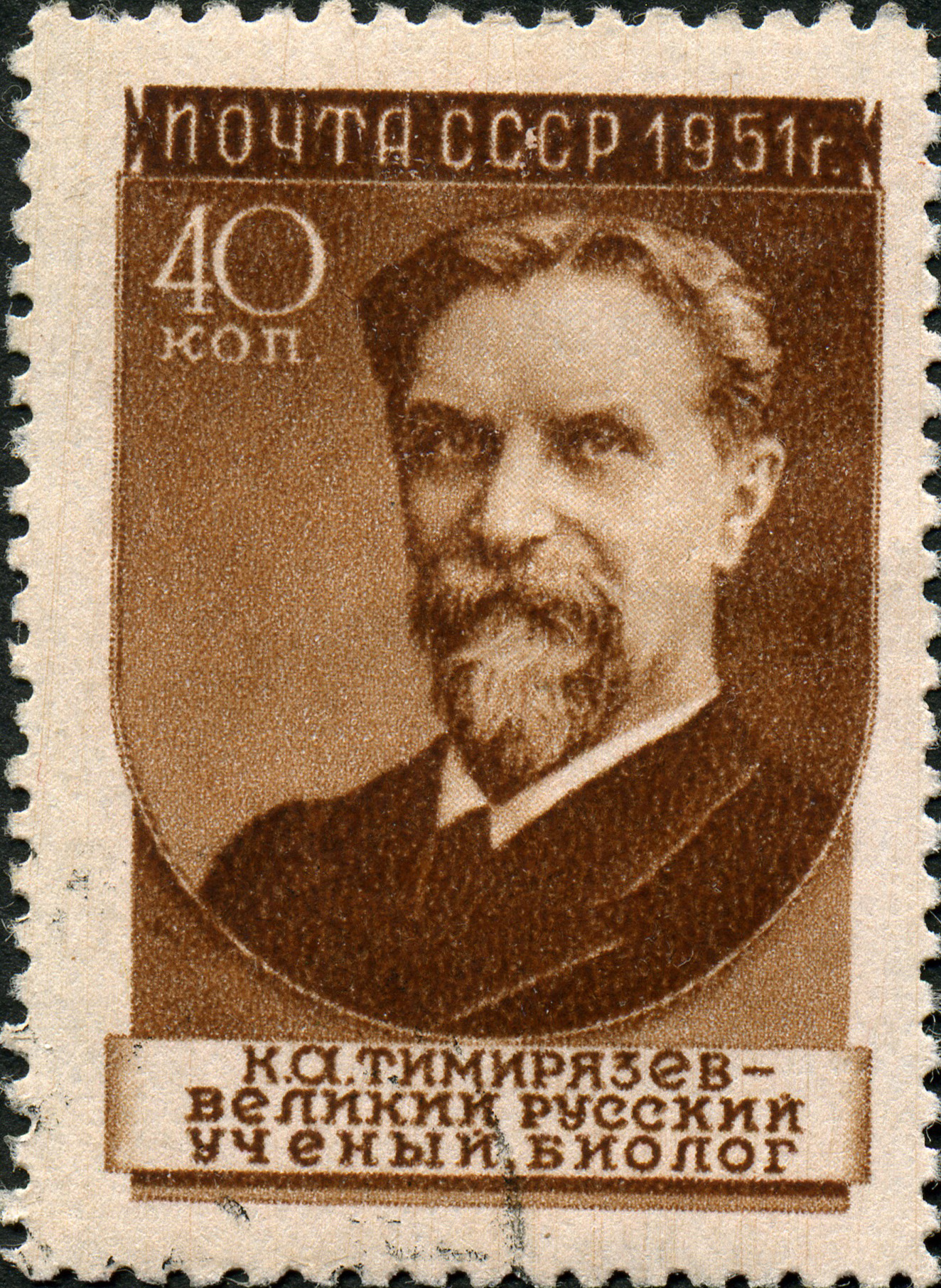
Почтовая марка СССР, 1951 год
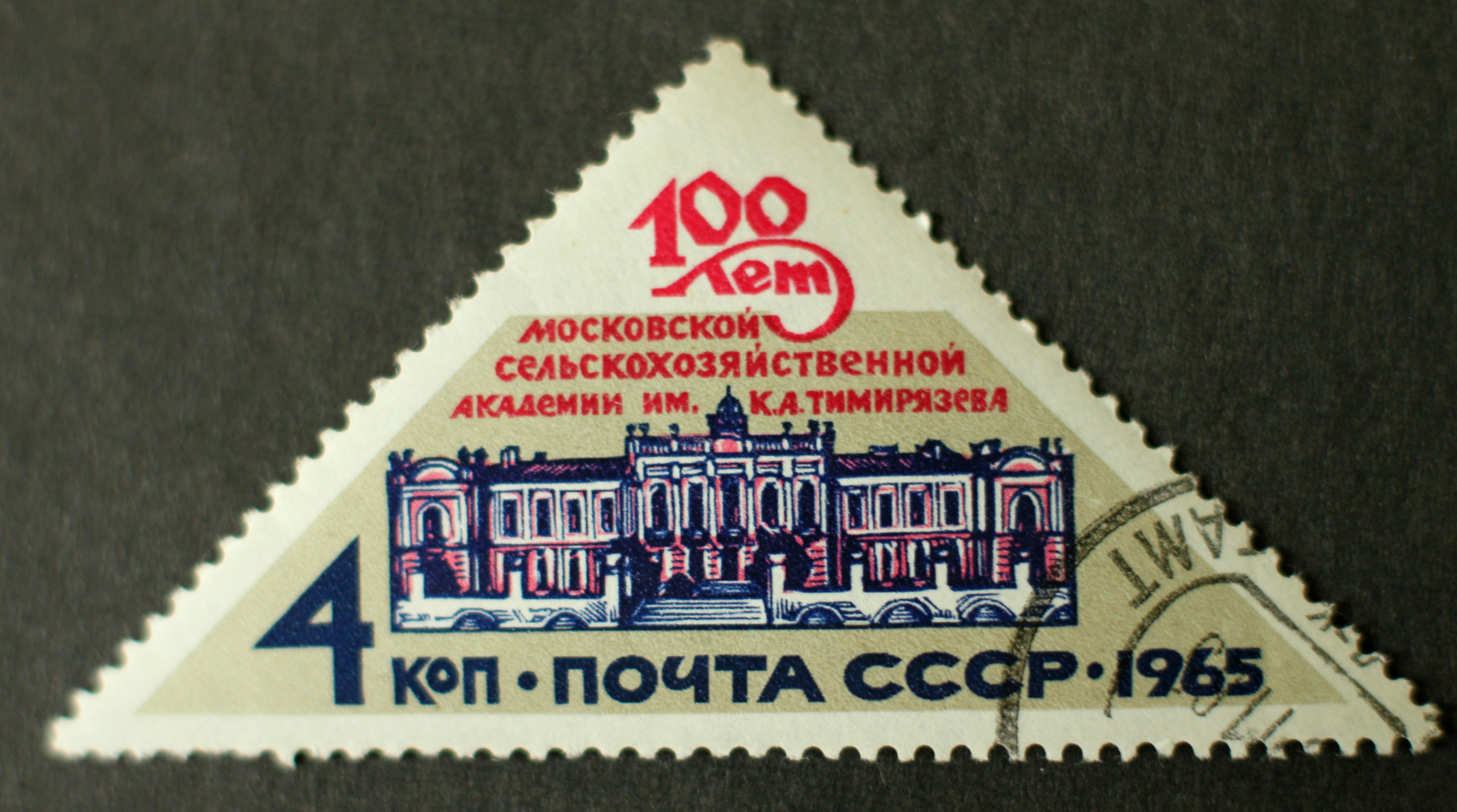
Почтовая марка СССР, 1965 год
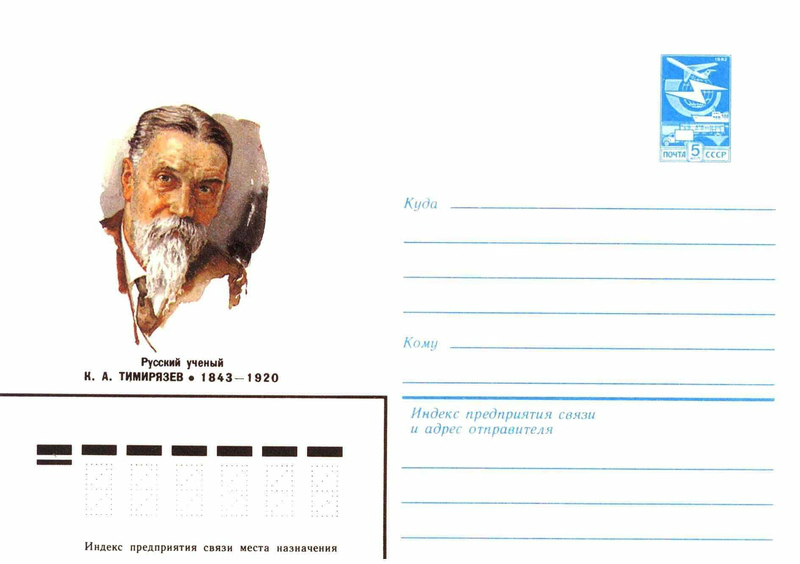
Художественный маркированный конверт 1983 года. Тимирязев Климент Аркадьевич
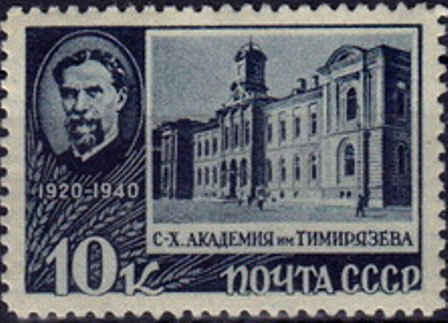
Марка СССР, 1940 г.
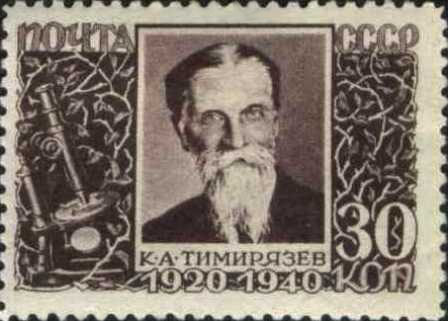
Почтовая марка СССР, 1940 г.
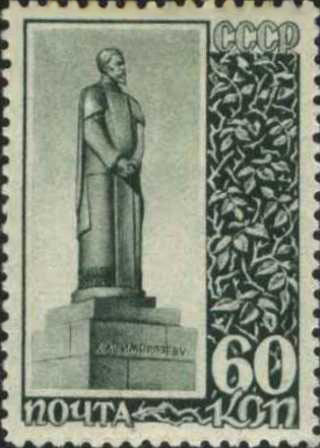
Почтовая марка СССР, 1940 год. Памятник К. Тимирязеву в Москве